# Переселення українців у Російській імперії
Переселення українців у Російській імперії — цілеспрямовані урядові заходи для організації заселення прикордонних територій зі стратегічно-військовою метою та задля колонізації земель, що перебували в державній власності. Шляхом аграрної міграції, в якій брали активну участь спершу українські козаки, а потім селяни, колонізувалися землі Півдня, Північного Кавказу, Поволжя, Сибіру, Далекого Сходу. Однією з перших масових акцій було переселення Чорноморського козацького війська (25 тис. осіб) на Кубань, здійснене російською імператрицею Катериною II 1793–94. Його 1802–04 поповнили 7 тис. козаків з колишнього Катеринославського козацького війська. З малоросійських губерній на Південь переселення відбулося 1806–09, коли на пропозицію херсонського військового губернатора А.-Е. де Рішельє понад 7 тис. козаків оселилися на кордоні з татарами. 1809–11 переселено бл. 24 тис. осіб чоловічої і 19 тис. жіночої статі для зміцнення південного кордону та забезпечення Чорноморського козацького війська хлібом; 1820 йшлося про переселення 25 тис. малоросійських козаків. 1832 розпочалося переміщення малоросійських козаків на територію Терської області, куди було переселено 1-й і 2-й Малоросійські полки, які поповнили Лінійне козацьке військо. Пізніше до них приєдналися відставні нижні чини і солдати з сім'ями. Масове переселення українського селянства до Сибіру, що почалося після ліквідації кріпацтва 1861, спричинене багатьма факторами. Високий приріст населення призводив до малоземелля, якому сприяло зменшення розмірів присадибних ділянок через їх поділ для сімейного успадкування. Важливим чинником була й ментальність селянина, який споконвічно був прив'язаний до землі і в основній своїй масі саме її вважав єдиним джерелом заможності та матеріального достатку. Він не мав звички займатися ін. роботою, не бачив своєї участі в промисловому розвитку й віддавав перевагу традиційній с.-г. діяльності. Селянина насторожувала й відлякувала атмосфера міста з неподібним до його власного способом життя та виробництва. До його неосвіченості й політичної байдужості додавалася наївність, спровокована привабливими чутками про казкові багатства Сибіру, вільні землі, які можна недорого купити, та ріки, переповнені рибою, пасовиська з густою й соковитою травою для худоби. Велике переселення до Сибіру стало неусвідомленим протестом, виявом незадоволення власним становищем, із наївним прагненням віднайти вимріяну волю, позбавитись утисків на вільних землях, де можна без особливих зусиль стати і багатим, і щасливим. Ставлення держави до переселенського руху на різних його етапах було не однаковим і часто не збігалося із селянськими інтересами. Спершу влада була пасивним спостерігачем і навіть намагалася зупинити його, вдаючись до заборонних та каральних заходів. Із наростанням соціальної напруги центральний уряд активізував втручання в організацію переселення, формуючи його райони: Тургайсько-Уральський, Тобольський, Акмолінський, Семипалатинський, Томський, Єнісейський, Приморський, Семиреченський, Сирдар'їнський і Кавказький, поділяючи їх на менші дільниці.
Для регулювання переселенських потоків і координації міграції створювалася відповідна державна структура — переселенське управління при МВС Російської імперії — та губернські й повітові землевпорядні комісії. На останньому етапі, т. зв. столипінському, пов'язаному з виходом селянина з общинного землекористування, держава надала переселенню нового значення. Заселення стало важливим компонентом імперської політики, а селяни мали б стати ефективними провідниками рос. нац. ідеї за П.Струве: ідеї «единой и неделимой России». Йшлося про те, щоб поєднати освоєння Сибіру з її русифікацією та в недорогий спосіб зміцнити російської військово-політ. присутність у цьому історичному регіоні Росії. Імперський центр обрав своєрідний і разом з тим надійний метод самозахисту, протиставляючи його лідерам та ідеологам сибірської обласницької ідеї з її сепаратистськими настроями, яка почала набувати поширення в Сибіру після усвідомлення власної екон. і культ. своєрідності. Д-ва відмовилася від ролі пасивного спостерігача й підпорядкувала переселення імперському освоєнню і зміцненню окраїн, законодавчо стимулювала й регулювала його, звертаючи найбільшу увагу на «русскость» і православ'я. За цими ознаками українські селяни з тодішньої Малоросії (переважно Лівобережна Україна) були найбільш підходящими для міграції, чого не можна було сказати про селян Правобережної України. Останнім влада не поспішала дозволяти переселення, побоюючися втратити свого одновірного спільника проти нелояльних поляків.
До Першої світової війни з України за Урал виїхало до 2 млн осіб і за чисельністю українці значно переважали інших мігрантів, становлячи від 60 до 90 % їхнього складу. Поселялися українські селяни компактно, переважно в сільській місцевості, зі схожою природою, надаючи перевагу Півдню зі знайомим їм лісостеповим ландшафтом, де краще було розвивати землеробство. Малоросійські поселення зосередилися в степових районах північного Казахстану і південного Сибіру й на сході в басейнах річок Амур та Уссурі (прит. Амуру).
Із початком I світ. війни 1914 ініційоване державою переселення було припинене.